# Lygia Reinach
Lygia Reinach Eid (Dois Córregos, 1933) é uma escultora brasileira. Obras suas foram apresentadas em variadas exposições individuais e coletivas e lhe renderam reconhecimento entre pares e premiações.
Sobre sua obra foi dito:
| “ | As esculturas de Lygia Reinach representam um mergulho no tempo mítico da arte primitiva. Não apenas pelo material escolhido, o barro genésico que deu forma ao ser humano, mas pelas formas que representam cada uma de suas peças. Dentro desta concepção da arte como matriz ancestral, percebemos a fascinação pela produção seriada: o mesmo e o outro que vão compondo e recompondo o universo plástico da artista. Variantes mínimas que fazem de cada obra um totem diferenciado, entronizado no seu espaço da presença permanente. | ” |

## Lista de obras
| imagem | Título  | Data | Material | Tema | Categoria no Commons    | Referência |
| ------ | ------- | ---- | -------- | ---- | ----------------------- | ---------- |
|        | Figuras | 1992 | argila   |      | Figuras (Lygia Reinach) | figuras    |
|        | Colar   | 2000 | cerâmica |      | Colar (Jardim da Luz)   | colar      |